# Freddie Kini
Freddie Kini (27 de noviembre de 1992) es un futbolista salomonense que juega como defensor en el Western United.

## Carrera
En 2010 debutó jugando para el Koloale FC. En 2014 firmó con el Western United FC y en 2015 pasó al Amicale FC, aunque en 2016 regresaría al Western.

### Clubes
| Club              | País          | Año             |
| ----------------- | ------------- | --------------- |
| Koloale FC        | Islas Salomón | 2010 - 2014     |
| Western United FC | Islas Salomón | 2014 - 2015     |
| Amicale FC        | Vanuatu       | 2015 - 2016     |
| Western United FC | Islas Salomón | 2016 - Presente |

### Selección nacional
Jugó 4 partidos con la selección sub-20. Además, fue convocado para representar a las Islas Salomón en la Copa de las Naciones de la OFC 2012 y 2016.